# Кайлі Міноуг
Ка́йлі Енн Міноуг (англ. Kylie Ann Minogue /mɪˈnoʊɡ/; 28 травня 1968, Мельбурн, Австралія) — австралійська співачка, авторка пісень та акторка.

## Життєпис та кар'єра

### 1968–1986: дитинство і початок кар’єри
Кайлі Енн Міноуг народилася у Віфлеємській лікарні у Колфілд Саут, передмісті Мельбурна, штат Вікторія, 28 травня 1968 року в родині бухгалтера автомобільної компанії Рональда Чарльза Міноуга та його дружини Керол Енн (уроджена Джонс), колишньої артистки балету . Її мати переїхала до Австралії з Уельсу в 1958 році у рамках схеми допомоги в міграції на кораблі Fairsea. Також на борту була сім'я Гіббів, яка пізніше прославилася як гурт Bee Gees. Міноуг має англійське та валлійське походження (попри ірландське прізвище) і була названа на честь слова мовою нонгар, що означає «бумеранг». Вона старша з трьох дітей: її брат, Брендан Міноуг, працює оператором новин в Австралії, а сестра, Данні Міноуг, є акторкою, співачкою та телеведучою. Сім'я часто переїжджала по різних передмістях Мельбурна, щоб підтримувати свої витрати на життя, що турбувало Міноуг у дитинстві. Вона часто залишалася вдома, читала, шила і вчилася грати на скрипці та фортепіано. Коли вони переїхали в Суррей-Хіллз, штат Вікторія, вона пішла до середньої школи Камбервелл. У шкільні роки їй було важко заводити друзів. Вона отримала свій HSC (шкільний атестат) з такими предметами, як мистецтво, графіка та англійська мова. У старші шкільні роки Міноуг описувала себе як людину «середнього інтелекту» та «досить скромну». В дитинстві вона разом із сестрою Данні брала уроки співу та танців.
У 1979 році 10-річна Міноуг отримала другорядну роль у мильній опері «Саллівани». На слуханнях дівчина супроводжувала молодшу сестру Данні, але австралійський продюсер Алан Харді вважав, що Данні занадто мала для цієї ролі, і запропонував її Кайлі. Вона також з'явилася в іншій невеликій ролі у мильній опері Skyways (1980). У 1985 році вона отримала одну з головних ролей в телесеріалі «Діти Хендерсонів», для зйомок у якому взяла відпустку в школі. Хоча її мати Керол не була задоволена рішенням доньки, Міноуг відчула, що їй потрібна незалежність, щоб пробитися в шоу-бізнес . Під час зйомок її колега Надін Гарнер назвала Міноуг «вразливою»: вона часто плакала на знімальному майданчику через те, що продюсери кричали на неї щоразу, коли вона забувала текст. Кайлі було виключено з другого сезону серіалу після того, як Харді відчув, що її героїня більше не потрібна . Оглядаючись назад, Харді заявляв, що її вихід із шоу «виявився для неї найкращим рішенням». Зацікавившись музичною кар'єрою, Міноуг записала демо для продюсерів щотижневої музичної програми Young Talent Time, у якій тоді брала участь її сестра Данні. Кайлі вперше заспівала у цьому шоу в 1985 році, але її не запросили приєднатися до акторського складу.
В 1986 році Міноуг пройшла прослуховування на роль школярки Шарлін Мітчелл у мильній опері «Сусіди». Серіал користувався популярністю у Великій Британії, а сюжетна арка, яка створила роман між її персонажем та персонажем Джейсона Донована, завершилася весільним епізодом у 1987 році, який привернув 20-мільйонну аудиторію. Кайлі Міноуг стала першою людиною, яка виграла чотири премії Logie Awards за один рік, і була наймолодшим лауреатом «Gold Logie Award як найпопулярніша особа на австралійському телебаченні», результат якого визначався публічним голосуванням.
Свій дебютний сингл Locomotion, що зайняв перше місце в австралійському чарті, Міноуг випустила у липні 1987 року. Пізніше вийшов альбом Kylie, з синглами I Should Be So Lucky (16 тижнів лідирував на MTV) i дует з Джейсоном Донованом Especially for You.
З 1990-х працює з лейблом BMG Deconstruction Records. До цього періоду належать твори Confide in Me та балада з Ніком Кейвом Where the Wild Roses Grow.
У 2000 році випустила сингл Spinning around, що незабаром став клубним хітом, а наступного року її пісня Come into my life отримала «Греммі» як найкраща танцювальна композиція. Цього ж року виступала на закритті Олімпійських ігор у Сіднеї.
У 2005 році під час медичного огляду у співачки було виявлено рак молочної залози. Вона перенесла лікування і повернулась до шоубізнесу.
22 жовтня 2011 року Кайлі співала у Києві на сцені телевізійного талант-шоу Ікс-Фактор. Це був перший візит співачки в Україну.

## Дискографія

### Студійні альбоми
- 1988 — Kylie;
- 1989 — Enjoy Yourself;
- 1990 — Rhythm of Love;
- 1991 — Let's Get to It;
- 1994 — Kylie Minogue;
- 1997 — Impossible Princess;
- 2000 — Light Years;
- 2001 — Fever;
- 2003 — Body Language;
- 2007 — X;
- 2010 — Aphrodite;
- 2014 — Kiss Me Once;
- 2015 — Kylie Christmas;
- 2018 — Golden;
- 2020 — Disco;
- 2023 — Tension.

### Сингли
| Рік    | Сингл                        | Місце у чартах | Місце у чартах  | Місце у чартах | Місце у чартах | Місце у чартах | Місце у чартах |
| Рік    | Сингл                        | Європа         | Велика Британія | Австралія      | Ірландія       | Німеччина      |                |
| ------ | ---------------------------- | -------------- | --------------- | -------------- | -------------- | -------------- | -------------- |
| 1987   | The Loco-Motion              | 1              | 2               | 1              | 1              | 3              |                |
| 1987   | I Should Be So Lucky         | 1              | 1               | 1              | 1              | 1              |                |
| 1988   | Got to Be Certain            | 3              | 2               | 1              | 6              | 6              |                |
| 1988   | Especially for You           | 1              | 1               | 2              | 1              | 10             |                |
| 1989   | Hand on Your Heart           | 3              | 1               | 4              | 1              | 17             |                |
| 1989   | Do They Know It's Christmas? | 1              | 1               | —              | —              | —              |                |
| 1990   | Never Too Late               | 11             | 4               | 14             | 1              | 45             |                |
| 1990   | Tears on My Pillow           | 2              | 1               | 20             | 2              | —              |                |
| 1994   | Confide in Me                | 9              | 2               | 1              | 12             | 50             |                |
| 2000   | Spinning Around              | 3              | 1               | 1              | 4              | 62             |                |
| 2000   | On a Night Like This         | 10             | 2               | 1              | 16             | 72             |                |
| 2001   | Can't Get You out of My Head | 1              | 1               | 1              | 1              | 1              |                |
| 2002   | In Your Eyes                 | 7              | 3               | 1              | 4              | 18             |                |
| 2002   | Love at First Sight          | 1              | 2               | 3              | 7              | 16             |                |
| 2003   | Slow                         | 1              | 1               | 1              | 5              | 8              |                |
| 2004   | I Believe in You             | 1              | 2               | 6              | 1              | 12             |                |
| Усього | Перших хітів                 | 8              | 8               | 9              | 7              | 2              |                |